# Radio Vavamuffin
Radio Vavamuffin – singel zespołu Vavamuffin wydany z okazji pięciolecia działalności zespołu. Został wypuszczony w limitowanym nakładzie: 300 egzemplarzy zostało rozdane na urodzinowym koncercie zespołu, który odbył się 4 kwietnia 2008 w Stodole. Później sprzedawany jako edycja limitowana.
Oprócz oryginalnej wersji piosenki, na płycie znajduje się wersja zremiksowana przez Ba-Lan Sound System.

## Lista utworów
1. Radio Vavamuffin (original version)
2. Radio Vavamuffin Rmx by Ba-Lan sound system